# Riflessioni sulla Rivoluzione in Francia
(Riflessioni sulla Rivoluzione in Francia)
Le Riflessioni sulla Rivoluzione in Francia (titolo completo: Riflessioni sulla Rivoluzione in Francia e sulle deliberazioni di alcune società di Londra relative a tale evento. In una lettera indirizzata a un gentiluomo di Parigi, dell'onorevole Edmund Burke), in inglese Reflections on the Revolution in France, è l'opera più celebre di Edmund Burke e la più famosa invettiva mai scritta contro la Rivoluzione francese. Nate da un carteggio con un gentiluomo parigino, vennero pubblicate a Londra il 1º novembre 1790, e tale fu la loro fama, che esse divennero subito un "best seller". In soli sei mesi ne furono vendute 19 000 copie; nel settembre 1791 solo in Gran Bretagna vi furono undici ristampe, mentre l'opera già correva per l'Europa, tradotta nelle maggiori lingue.

## Contesto storico
(Edmund Burke, Lettere su una pace regicida, 1796)
Il 2 novembre 1789, l'Assemblea Nazionale, su proposta di Charles-Maurice de Talleyrand-Périgord, allora vescovo di Autun, confiscò tutti i beni ecclesiastici, mettendoli a disposizione dello Stato per l'estinzione del debito pubblico. In quello stesso anno vennero introdotti gli assegnati, una forma di carta moneta garantita dai "domini nazionali", che i detentori potevano utilizzare per acquistare i beni confiscati alla Chiesa. Sebbene utilizzati in principio come buoni del tesoro, ricevettero ben presto un corso forzoso, andando di fatto a sostituire le livres. L'emissione incontrollata di assegnati, che sfiorò i quattrocento milioni, scatenò una crescita vertiginosa del tasso d'inflazione, andando così a innescare una devastante recessione dell'intera economia francese.
La nazionalizzazione dei beni della Chiesa spinse l'Assemblea Nazionale ad interessarsi del finanziamento del clero. Il 12 luglio 1790 fu approvata la Costituzione civile del clero: le diocesi vennero ridotte da centotrenta ad ottantatré, facendole coincidere con i dipartimenti; parroci e vescovi divennero a tutti gli effetti funzionari pubblici stipendiati dallo Stato e, in quanto tali, tenuti a prestare giuramento alla Costituzione. Seguendo una tradizione gallicana ben ancorata in una parte dei rappresentanti del Terzo Stato e degli illuministi favorevoli alla secolarizzazione della società, i deputati non domandarono al Papa il suo giudizio sulle riforme del clero cattolico francese. I primi sacerdoti cominciarono a prestare giuramento senza attendere il pronunciamento del sovrano pontefice. La Costituzione divise la popolazione in due campi antagonisti: la maggior parte degli ecclesiastici furono non giuranti, ovvero "refrattari". Questo fu l'inizio del dramma sociale che si verificò tra il 1792 ed il 1793, e che si acuì ulteriormente durante il Regime del Terrore. Il 10 marzo 1791 papa Pio VI si pronunciò contro la Costituzione civile con l'enciclica Quod aliquandum e il mese successivo, con l'enciclica Charitas quae, sospese a divinis tutti i sacerdoti e vescovi "costituzionali" (ossia coloro che avevano giurato fedeltà alla costituzione) e tutti quei vescovi consacrati dagli stessi.
Talleyrand, che tra i primi sette "vescovi giuranti" era stato il principale sostenitore della Costituzione civile del clero e che aveva ordinato i primi due vescovi "costituzionali" (i cosiddetti "talleyrandistes"), venne quindi scomunicato e dimesso dallo stato clericale.

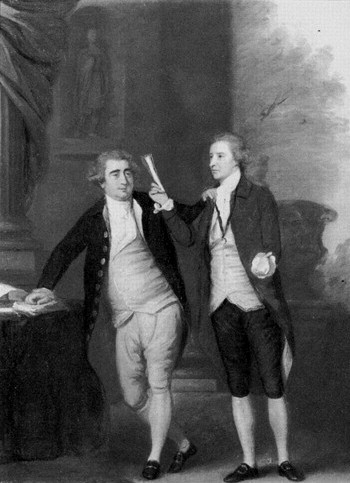
Reynolds: Edmund Burke (destra) e Charles James Fox (sinistra)

La questione religiosa e le drastiche riforme imposte d'autorità dall'Assemblea aggravarono il malcontento di una larga parte dei francesi. Agli inizi del 1790 nel sud della Francia scoppiarono delle discordie tra cattolici e protestanti, mentre la questione del giuramento degenerò presto in scontro violento nell'Ovest, in Vandea e Bretagna, regioni fortemente cattoliche e leali al re, dove il clero, sostenuto dalla popolazione, si era in gran maggioranza schierato su posizioni "refrattarie". Nel frattempo, gli Stati europei rimasero per lo più indifferenti alla situazione francese, mentre in alcuni casi si verificarono perfino delle tiepide adesioni. Tuttavia in Gran Bretagna, il 9 febbraio 1790, durante il discorso sul bilancio preventivo militare (Speech on the Army Estimates Bill) alla Camera dei Comuni, lo statista e filosofo anglo-irlandese Edmund Burke manifestò per primo pubblicamente la propria riprovazione per i fatti che si stavano verificando in Francia.
Durissima fu la replica di Burke alle parole di Charles James Fox, inneggianti agli avvenimenti francesi e alle delibere dell'Assemblea Nazionale.
(Edmund Burke)
Il 6 maggio dello stesso anno, altrettanto risoluta fu un'altra replica a Fox, che aveva celebrato la nuova costituzione francese definendola come «il più stupendo e glorioso monumento alla Libertà che sia mai stato eretto sulle fondamenta dei diritti dell'uomo».
(Edmund Burke)
Seguirono dei disordini in aula, per lo più fomentati da Fox ed dal suo giovane pupillo Richard Sheridan, e Burke fu costretto ad interrompere il suo discorso. Tra le grida dei deputati, Burke riuscì a stento a riprendere la parola, apostrofando il suo collega:
(Edmund Burke)
A distanza di pochi mesi, Burke dava alle stampe le Riflessioni sulla Rivoluzione in Francia, confermando la definitiva rottura con Fox e gli altri membri del partito Whig. La fine dell'amicizia fra i due decretò anche lo scoppio di una serie di divisioni tra gli stessi Whigs, che di lì a poco si sarebbero divisi fra gli "Antichi Whigs", sostenitori di Burke e del governo tory del primo ministro William Pitt il Giovane, e i "Nuovi Whigs" seguaci di Fox, segnando di fatto una frattura che mai più sarebbe stata colmata, salvo il breve periodo del Ministero di tutti gli Ingegni, nel caos istituzionale seguito alla morte di Pitt nel 1806.

## Genesi dell'opera

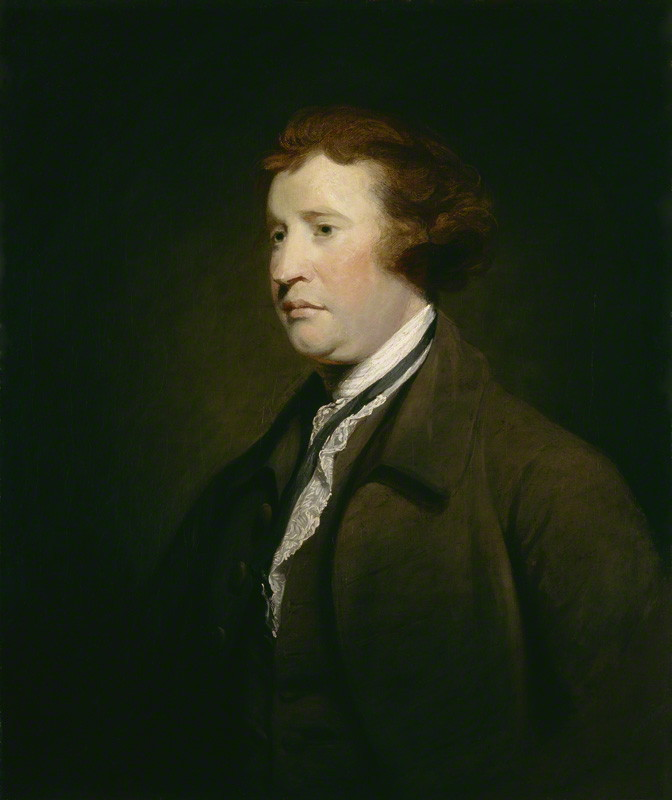
Reynolds: Edmund Burke. Olio su tela, 1771.

Le Riflessioni ebbero origine da un carteggio con un giovane aristocratico parigino, Charles-Jean-François Dupont, che aveva conosciuto Edmund Burke nel corso di un viaggio in Inghilterra. Il 4 novembre 1789, pochi mesi dopo la presa della Bastiglia, Dupont scrisse a Burke, chiedendogli le sue impressioni riguardo alla piega che in Francia stavano prendendo gli eventi. Burke rispose all'amico con due lettere, la seconda delle quali, la più lunga, diventò la base su cui vennero sviluppate, ampliate e redatte le Riflessioni sulla Rivoluzione in Francia. Non è un caso, perciò, come sottolinea lo stesso Burke nella breve introduzione, che egli abbia voluto mantenere consapevolmente la struttura dell'opera in forma epistolare.
Tutte le Riflessioni sembrano sostanzialmente ruotare attorno a due avvenimenti ritenuti di cruciale importanza per tutto il precipitare degli eventi successivo all'anno 1790: da un lato la nazionalizzazione dei beni ecclesiastici e la Costituzione civile del clero (l'attacco alla Chiesa), dall'altro la marcia della plebe parigina su Versailles il 5-6 ottobre dello stesso anno (l'attacco alla Corona). Tuttavia Burke, come egli stesso afferma nella parte iniziale dell'opera, fu spinto a scrivere e dare alle stampe le Riflessioni anche per un fatto avvenuto a Londra il 4 novembre 1789, la riunione della Revolutionary Society. Si trattava di un club i cui membri erano in massima parte composti dai cosiddetti "non conformisti", ossia i dissidenti protestanti che non aderivano alla Chiesa d'Inghilterra, i quali avevano come scopo quello di propagandare una particolare interpretazione della Gloriosa rivoluzione, che in qualche modo ponesse in comune consonanza gli avvenimenti inglesi del 1688 con i fatti di Francia. La riunione del club, infatti, fu seguita da un discorso di Richard Price, in cui questi elogiava gli avvenimenti dell'ottobre di quell'anno e l'assalto a Versailles.
Burke criticò immediatamente l'interpretazione di Price, condannando il suo discorso. Egli, infatti, era di parere del tutto contrario. Mentre la Gloriosa rivoluzione, senza violenza alcuna, a suo dire non aveva fatto nient'altro che ristabilire l'ordine tradizionale e costituzionale, risalente alla Magna Charta, violato in alcune parti da Giacomo II, la Rivoluzione francese rappresentava invece per lui un evento sconnesso dalla realtà, di inaudita violenza, che non mirava a ripristinare, nel solco della legge, le antiche libertà, ma che aveva come intento la distruzione del passato, della tradizione, dell'autorità e della religione, mirando a riorganizzare lo Stato su principi del tutto astratti e non consolidati dalla storia, che, secondo Burke, avrebbero condotto all'anarchia e ad una eventuale involuzione dittatoriale. Fu perciò questa reazione a indurlo a trasformare l'iniziale missiva all'amico Dupont, in un'opera come le Riflessioni.
Occorre precisare che l'approvazione di Edmund Burke nei riguardi della Gloriosa rivoluzione rientrava puramente nella sola sfera politica ed istituzionale. Egli, infatti, apparteneva a quella corrente Whig che, sebbene ostile alle ingerenze della Corona, traeva le proprie origini non dalle "Teste rotonde" di Cromwell, bensì dagli antichi notabili inglesi, come il celebre giurista elisabettiano Edward Coke ed il contemporaneo William Blackstone.
In linea con la secolare tradizione costituzionale, egli avversò le mire assolutistiche degli Stuart, ma condivise la loro politica religiosa in difesa della Chiesa d'Inghilterra. In più, per comprendere la sua particolare posizione, occorre dire che Edmund Burke combatté sempre le riforme religiose di spirito lockeiano derivanti dalla Gloriosa rivoluzione del 1688, chiedendo l'abolizione dei Test Act e di tutte le restrizioni nei riguardi dei cattolici di Gran Bretagna e d'Irlanda. Al contrario egli si mostrò sempre ostile nei riguardi dei "non-conformisti" e dei "dissenters" che, mirando all'abolizione di tutte le religioni di Stato, risultavano secondo lui una minaccia per l'ordine civile, sia per l'Inghilterra anglicana che per la Francia cattolica. Burke si dichiara a favore di una monarchia costituzionale anche in Francia, tuttavia depreca fortemente i mezzi utilizzati:
(Introduzione alle Riflessioni)

## Contenuto dell'opera

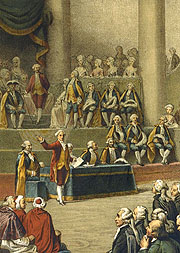
Apertura degli Stati Generali a Versailles nel 1789

La critica serrata che Burke muove nelle Riflessioni alla Rivoluzione francese parte da un nodo ed un presupposto fondamentali. Secondo lo statista anglo-irlandese, la rivoluzione francese è irrimediabilmente destinata al disastro, perché essa poggia le proprie fondamenta ideologiche su nozioni astratte, che hanno la pretesa di essere razionalmente fondate, ma che al contrario ignorano la complessità della natura umana e della società. Burke considerava la politica da un punto di vista pragmatico, e rigettava le idee ed il razionalismo astratto dei filosofi dell'Illuminismo, come il marchese di Condorcet, secondo i quali la politica poteva essere ridotta ad un mero sistema basato sulla matematica e su una rigida logica deduttiva. Formatosi sugli scritti di Cicerone, Aristotele, Platone, Sant'Agostino e Montesquieu, Burke credeva in un governo basato sul "sentimento degli uomini", piuttosto che sul freddo raziocinio. Per tale motivo ricorrono spesso, nelle Riflessioni, giudizi negativi e di aperta condanna contro tutti quegli esponenti dell'Illuminismo, soprattutto francese, come Voltaire, Rousseau, Helvétius, Turgot, che negavano o snaturavano i concetti del Peccato originale e della Divina Provvidenza, e dell'azione di quest'ultima all'interno della società umana.
(Riflessioni sulla Rivoluzione in Francia)
Come anglicano e whig, Burke non condivide la nozione di "diritto divino", ma, contro Rousseau, egli difende il ruolo centrale del diritto alla proprietà privata, della tradizione e del "pregiudizio" (quest'ultimo inteso però come l'adesione di un popolo a un complesso di valori privi di giustificazioni razionali coscienti), la garanzia dei quali volge gli uomini ai comuni interessi di prosperità nazionale ed ordine sociale. Egli si mostra favorevole a riforme moderate e graduali, purché esse rientrino in un ordine costituzionale.
Burke insiste sul fatto che una dottrina politica fondata su nozioni astratte come la libertà, l'uguaglianza e i diritti dell'uomo può essere facilmente utilizzata da coloro che detengono o concorrono al potere per giustificare delle azioni tiranniche ed oppressive. In tal modo egli sembra profeticamente preannunciare i disastri e le atrocità che avverranno in Francia di lì a poco sotto la dittatura di Robespierre, durante il Regime del Terrore.
(Riflessioni sulla Rivoluzione in Francia)
Per Burke gli individui sono soprattutto dominati da "sentimenti innati" e sono fortemente attaccati ai loro "pregiudizi"; la capacità di ragionamento e discernimento degli uomini è limitata ed essi preferiscono perciò affidarsi proprio ai loro pregiudizi. Egli difende i "pregiudizi" umani in virtù della loro utilità pratica. Attraverso essi l'individuo può determinare rapidamente le decisioni da prendere in situazioni problematiche; in poche parole, negli esseri umani i "pregiudizi" «fanno dell'abitudine una virtù».
Burke lancia inoltre la sua accusa contro i filosofi dei circoli parigini e quegli ideologi giacobini dell'Assemblea Nazionale, come il vicario Sieyès, che, da «architetti della rovina, stavano calpestando ogni regola e tradizione anteriore nell'astratto e pericolosissimo intento di fare tabula rasa del passato». Egli accusa inoltre tutti coloro che non rispettano la tradizione, radicatasi da secoli, di pura presunzione, condannando la ragione individualistica e razionalistica per difendere quella collettiva e religiosa.
Era infatti, secondo Burke, proprio contro la religione cristiana e la Chiesa che la Rivoluzione aveva mosso fin dall'inizio la sua più feroce offensiva. Egli riconobbe nei primi atti dell'Assemblea, dominata dal dogma politico di Sieyès, un esplicito attacco al Cristianesimo, concretizzatosi nella confisca delle proprietà della Chiesa e nella Costituzione civile del clero. Ma c'era qualcosa di più. Dietro alla secolarizzazione dei beni ecclesiastici come garanzia dell'emissione di un prestito nazionale e degli assegnati, egli intuì il mascheramento di un secondo attacco, altrettanto devastante, facente parte di una duplice congiura dai disegni ben più occulti.
(Riflessioni sulla Rivoluzione in Francia)

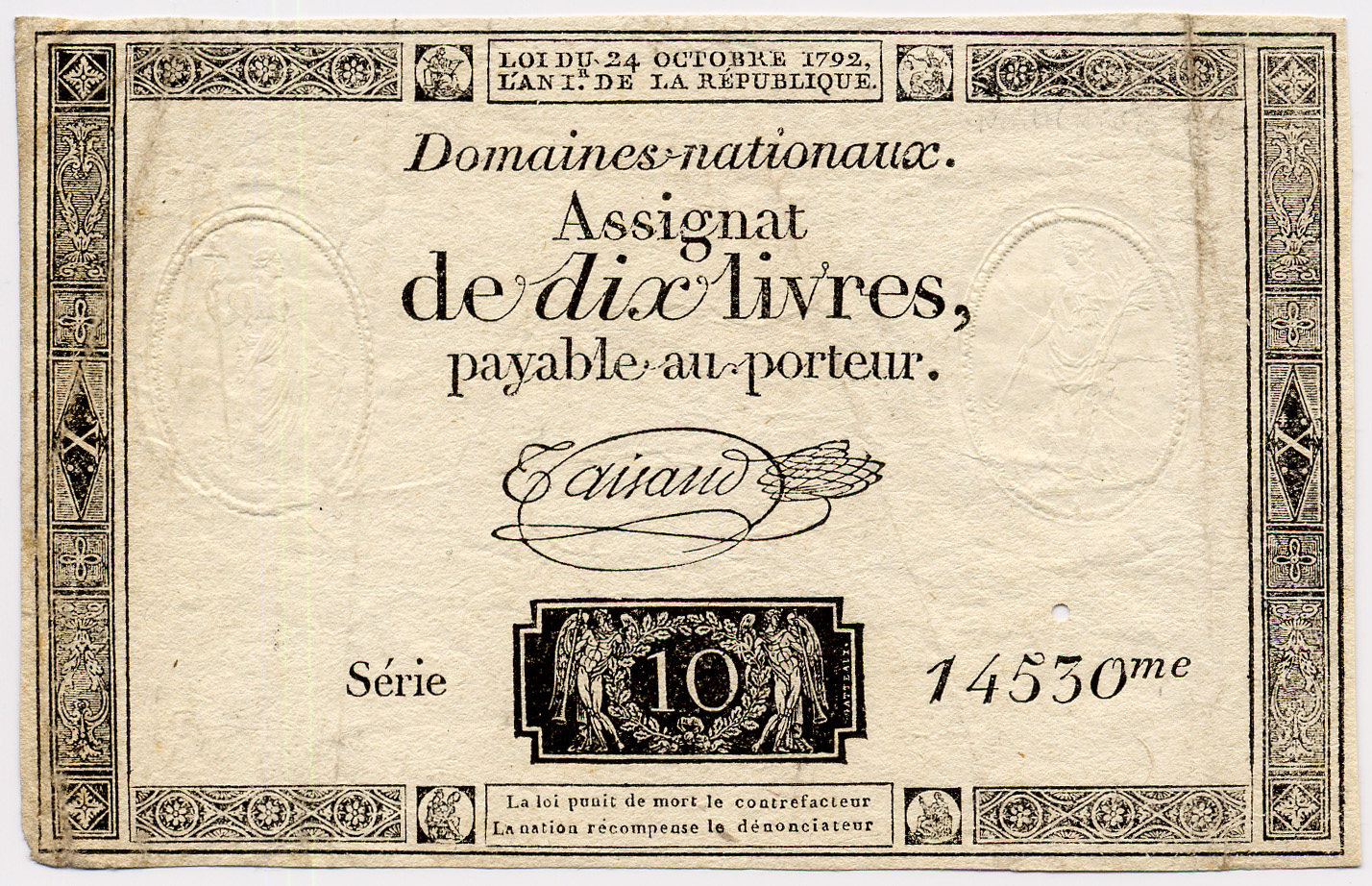
Un assegnato da 10 livres.

Berteaux: L'assalto alle Tuileries del 10 giugno 1792. Olio su tela, 1793. Il drammatico evento mostrò l'avverarsi delle previsioni di Burke.

Burke individuò la prima parte di questa cospirazione nei philosophes e negli idéologues che fin dagli inizi del secolo dominavano la cultura francese. Questi "chierici laici" (come li definì Burke nelle Riflessioni) erano stati inizialmente soggetti al controllo delle accademie, fondate verso la fine del XVII secolo da Luigi XIV. Durante i regni successivi, tuttavia, la loro emancipazione era sempre più cresciuta, essendo venuti meno il patrocinio della Corona e della Chiesa, ed il mecenatismo dell'aristocrazia, fino a trasformarsi in una vera e propria macchina ideologica. Philosophes e idéologues si erano perciò riorganizzati intorno ad imprese editoriali indipendenti, come quella che aveva varato il vasto progetto dell'Encyclopédie, guidate da sottili ideologi che miravano alla distruzione della religione cristiana. Tuttavia, secondo Burke, dietro a molti di questi "chierici" radicali e amateur letterari si celavano figure più sinistre, denominate, nella terminologia burkeana, come "speculatori" ("speculator") o "agitatori" ("stock-jobber").
La seconda parte in causa nella congiura era infatti rappresentata proprio dai creditori della Corona francese, che Burke identificava con una lobby finanziaria, avente come scopo primario imporre gli assegnati come unica valuta legale in tutti i settori dell'economia francese e, di conseguenza, una dittatura sullo Stato e sulla stessa proprietà terriera. Inoltre l'imposizione degli assegnati come unica carta moneta avrebbe generato di lì a poco un aumento vertiginoso del tasso d'inflazione ed una grave recessione.
La Rivoluzione quindi era stata provocata, secondo questa visione, dai creditori dello Stato, pronti ad impossessarsi dei terreni ecclesiastici per poter poi controllare tutta la società, e da una classe intellettuale laicista (atea o deista), dominata da un sentimento anticristiano, che aveva come unico scopo l'espropriazione e il sovvertimento del clero e della Chiesa.
Burke credeva che l'intesa tra questi gruppi sovversivi non fosse affatto puramente accidentale. Negli ultimi decenni, infatti, dai germi seminati dalla cultura dei Lumi, erano nate grandi e pericolose cospirazioni, come quella degli Illuminati di Baviera. In tutta Europa, intanto, gli Stati stavano sprofondando in un indebitamento sempre più pesante, che li avrebbe ben presto condotti alla bancarotta, fino a divenire così facili prede dei loro stessi creditori.

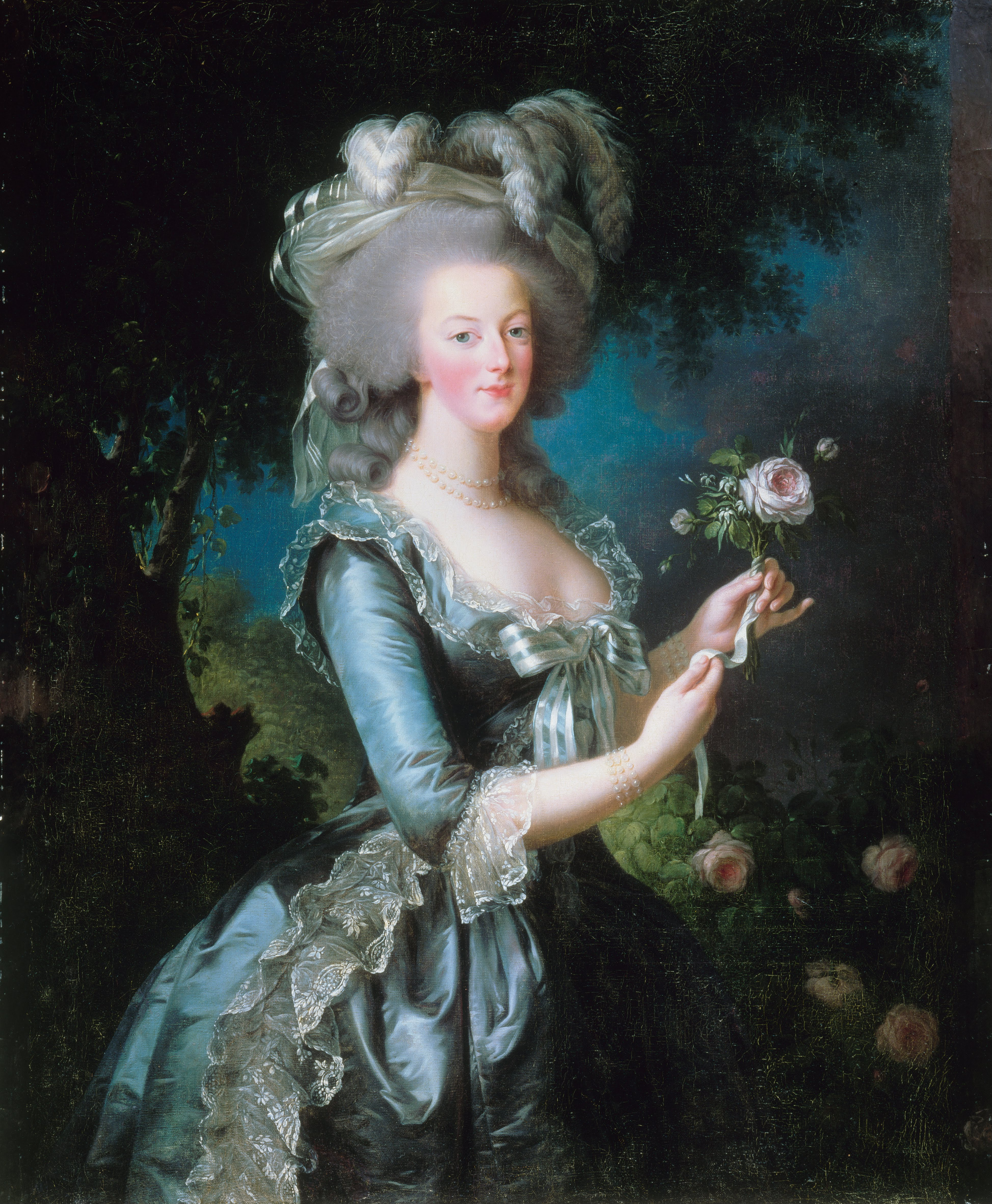
Vigée Le Brun, Ritratto di Maria Antonietta con la rosa, olio su tela, 1783.

Il secondo evento cruciale della Rivoluzione, così come Burke vedeva le cose nel 1789-90, era rappresentato dai fatti di Versailles del 5-6 ottobre. Egli descrive tutte le violenze perpetrate contro Maria Antonietta finendo col fare di lei il simbolo della fine di un'età della cavalleria, da lui amaramente rimpianta. Sebbene in questo punto sembri in qualche modo cedere al sentimentalismo, Burke ebbe però il grande merito di riportare alla memoria un importante concetto di sociologia storica. I filosofi della storia britannici e francesi, le cui opere erano ben note a Burke, concordavano tutti sul considerare lo sviluppo della cavalleria in epoca medievale, e soprattutto l'atteggiamento nei riguardi della donna, quali fattori capitali per la formazione di quel codice di comportamento, sia aristocratico che delle élite rurali ed urbane (si pensi alla gentry), che aveva modificato completamente il costume degli europei moderni da quello degli antichi.
(Riflessioni sulla Rivoluzione in Francia)
Infine Burke mise in evidenza come l'instabilità ed il disordine generale che avrebbero accompagnato e seguito la Rivoluzione, avrebbero reso l'esercito, ossia la Guardia nazionale francese, incline ad ammutinarsi o a sostenere un ruolo chiave all'interno delle dispute fra fazioni ideologiche e politiche. Egli afferma che un generale popolare, capace di farsi amare ed obbedire dai suoi soldati, una volta spentisi i fuochi maggiori del disastro rivoluzionario, avrebbe potuto rapidamente divenire «padrone dell'Assemblea e dell'intera nazione». Pareva egli così predire l'avvento della dittatura militare e dell'impero napoleonico. In seguito la storico francese Jean Jacques Chevallier affermò: «Burke, Cassandra amara e frenetica, denunciava le future calamità che la Rivoluzione avrebbe prodotto. I fatti volgevano nella direzione da lui preannunciata e gli davano ragione, sempre più ragione».

## Influenza dell'opera

### Influenza sui contemporanei
(Edmund Burke)

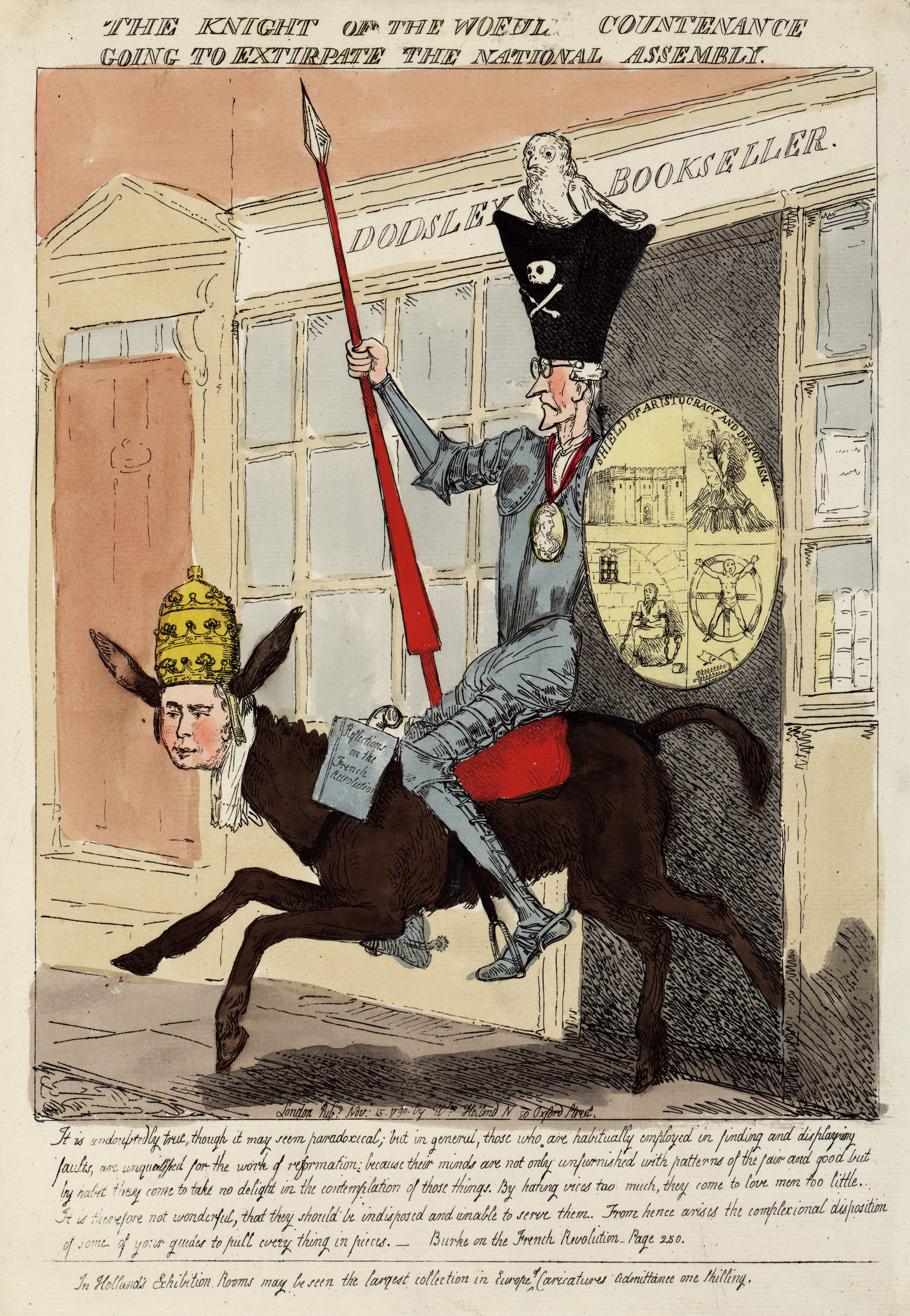
Gillary: The knight of the woeful countenance going to extirpate the National Assembly. Vignetta satirica su Edmund Burke e le Riflessioni, 1790.

Le Riflessioni sulla Rivoluzione in Francia ebbero molto successo già nei primi mesi della loro pubblicazione, lo stesso sovrano inglese Giorgio III le raccomandò come «un libro che ogni gentiluomo dovrebbe leggere». Burke ne diede infatti una copia al duca di Dorset, ambasciatore britannico, con la speranza che l'avrebbe fatta circolare anche all'estero, mentre un'altra copia venne tradotta in francese dal cosmopolita Louis Dutens, e presentata alla regina di Francia dalla duchessa di St. James. È possibile che con il tempo anche Maria Antonietta abbia letto il libro, che faceva di lei, ancora in vita, un'eroina leggendaria.
Tuttavia, l'opera non fu accolta favorevolmente ovunque. Alcuni, ad una prima lettura, videro in essa un semplice panegirico dei sovrani di Francia, mentre anche vecchi ammiratori di Burke, come Charles James Fox, Thomas Jefferson e William Hazlitt si scagliarono contro di lui, accusandolo di essere diventato un reazionario. In risposta alle Riflessioni, scrissero sia Thomas Paine, che pubblicò nel 1791 il pamphlet I diritti dell'uomo, sia Mary Wollstonecraft, che scrisse un altro pamphlet, A Vindication of the Rights of Women, sia, più tardi, William Godwin con Giustizia politica
Alcuni avversari politici arrivarono a sospettare che Burke fosse affetto da disordine mentale, o che, visto il suo forte turbamento per i provvedimenti antiecclesiastici presi dall'Assemblea francese, fosse in realtà segretamente cattolico. Il primo ministro britannico William Pitt non vide nell'opera che «delle rapsodie di cui v'è molto da ammirare, e nulla su cui essere d'accordo».
Peraltro, altri esponenti politici, come lo statunitense John Adams, concordarono invece con Burke sulla situazione francese. Una posizione simile a quella di Burke nelle Riflessioni venne espressa anche dallo scrittore e drammaturgo italiano Vittorio Alfieri (che non era certo un reazionario) ne Il Misogallo, un'altrettanto dura condanna della Rivoluzione. Di lì a poco, comunque, parecchi dei critici della prima ora dovettero ricredersi sulle Riflessioni, dato che molte delle previsioni di Burke sullo sviluppo della Rivoluzione francese vennero confermate, come il regicidio, lo sterminio dei controrivoluzionari, il bagno di sangue del Terrore, l'esecuzione e la fine di molti illuministi moderati (come Condorcet e Lavoisier) e degli stessi giacobini, le guerre d'aggressione portate avanti dal Direttorio e la dittatura militare di Napoleone (1799, due anni dopo la morte di Burke).
Lo scoppio della rivoluzione in Francia segnò anche la rottura definitiva dell'amicizia tra Burke e Fox e, più in generale, la divisione del partito Whig. Mentre infatti Fox e alcuni esponenti come Grey e Sheridan simpatizzarono fin dall'inizio per gli avvenimenti francesi, altri, guidati dallo stesso Burke, li condannarono duramente. Nel 1791 Burke pubblicò Appello dai nuovi agli antichi Whigs (An Appeal from the New to the Old Whigs), in cui rinnovò le sue critiche ai programmi radicali ispirati dalla Rivoluzione francese e attaccò i Whigs che li appoggiavano, accusandoli di giacobinismo. Nonostante Burke fosse quasi solo quando, nel 1791, passò tra le file dei sostenitori Tories di Pitt, gran parte del resto del partito Whig, primi fra tutti il duca di Portland (influente figura alla Camera dei Lord), il nipote di Rockingham, Lord Fitzwilliam, e William Windham, si trovarono sempre più a disagio per le simpatie di Fox ed i suoi alleati per il radicalismo giacobino. Divisisi con Fox già dai primi mesi del 1793 sulla questione dell'entrata in guerra contro la Francia rivoluzionaria (ampiamente auspicata invece da Burke), entro la fine dell'anno ruppero definitivamente, passando con la maggioranza dei Whigs ad unirsi al governo di Pitt e riconoscendo come loro capo proprio Edmund Burke.
Dopo la morte del figlio Richard, nel 1794, e la fine del processo contro Warren Hastings, Burke, ormai stanco, decise di ritirarsi dal Parlamento. Giorgio III, che aveva ammirato le Riflessioni e le sue posizioni contro la Rivoluzione francese, decise in un primo momento di elevarlo alla dignità di pari del regno, ma, visto il rifiuto dello stesso Burke, gli accordò un vitalizio quale riconoscenza per i servigi resi alla patria. Durante gli ultimi anni Burke si adoperò molto a sostegno degli emigrati francesi in Inghilterra, sostenendo che «la vera Francia risiede all'estero». Nel 1797 pubblicò Lettere su una pace regicida (Letters on a Regicide Peace), contro i negoziati di pace con il governo francese.

### Influenza sui posteri

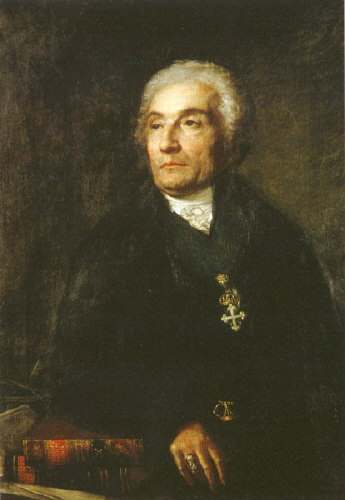
Vogel: Joseph de Maistre. Olio su tela, 1810.

Le Riflessioni divennero negli anni successivi di fatto il breviario di tutta la corrente controrivoluzionaria e conservatrice, che si opponeva al radicalismo politico della Rivoluzione francese. Ampiamente lette dai contemporanei e dai posteri, esse avranno un'influenza decisiva sia su esponenti della corrente reazionaria, come il conte savoiardo Joseph de Maistre, sia su esponenti della corrente liberale, come Alexis de Tocqueville.
Nel XIX secolo, lo storico positivista Hippolyte Taine riprese le argomentazioni delle Riflessioni di Burke nella sua Storia delle origini della Francia contemporanea (Histoire des origines de la France contemporaine) redatta tra il 1876 ed il 1885. Per Taine, la principale colpa del sistema politico francese era l'eccessiva centralizzazione del potere. Dal suo punto di vista, la Rivoluzione francese non aveva fatto altro che trasferire il potere da un'élite aristocratica ad un'altra che, pur definendosi illuminata, si sarebbe in realtà rivelata meno liberale dell'altra, e anzi, nei fatti, liberticida. Durante il XX secolo, numerosi studiosi (tra i quali Friedrich Hayek, Karl Popper, Ernst Nolte ed Hannah Arendt) trovarono nelle Riflessioni valide argomentazioni applicabili anche nella critica contro le ideologie totalitarie del loro secolo (il social-comunismo ed il nazifascismo). Burke divenne quindi una fondamentale figura di riferimento tra i conservatori ed i liberali classici.
Sempre Hayek e Popper, due dei principali esponenti del liberalismo del Novecento, riconobbero il loro debito nei confronti di Burke. Per il saggista statunitense Russell Kirk, le Riflessioni, assieme alle altre opere burkeane, rappresentano senza dubbio lo «statuto del conservatorismo moderno».

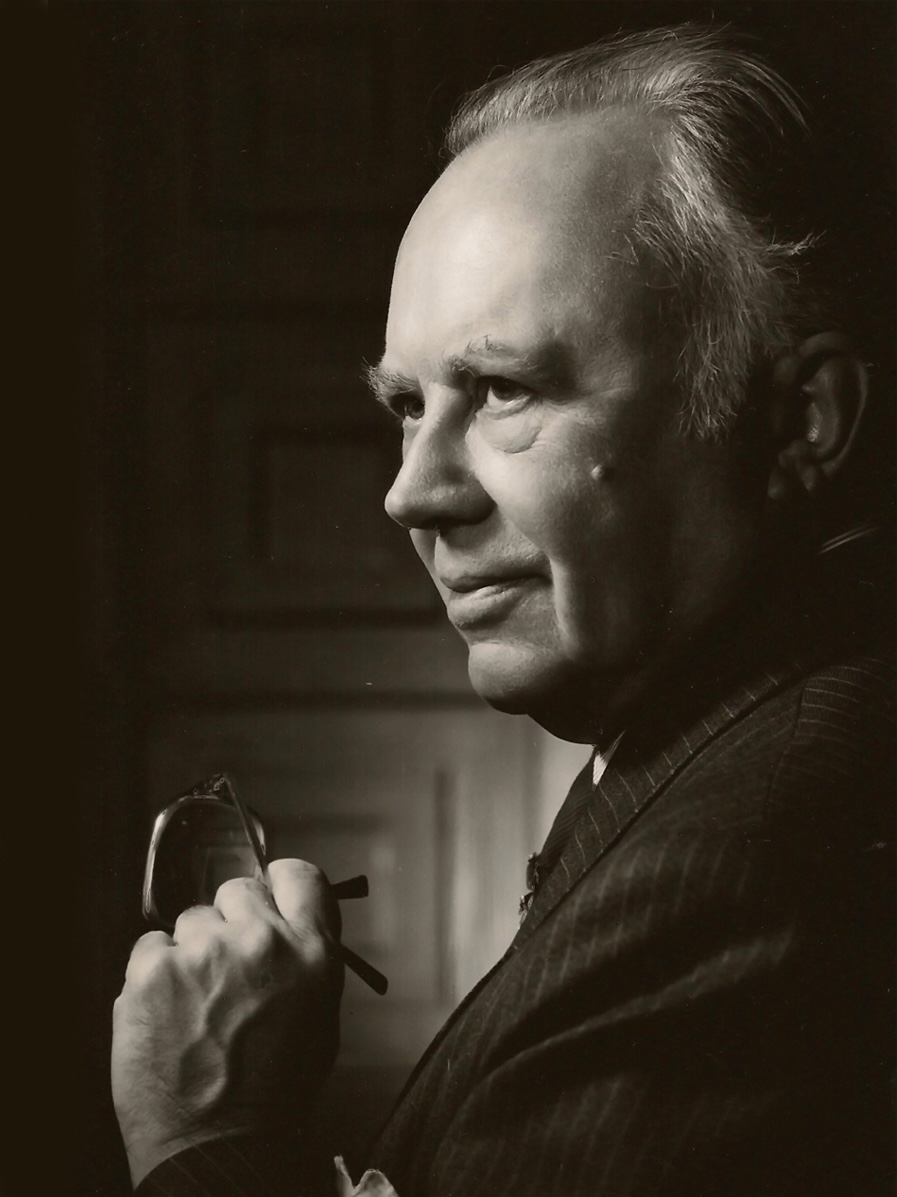
Una fotografia di Russell Kirk

Un debito della rinascita burkeana in età contemporanea, va anche ad un altro studioso statunitense, Peter Stanlis. Questi, tra i suoi meriti, ha avuto quello di dimostrare la totale inesistenza di utilitarismo all'interno della dottrina politica di Edmund Burke, pure sostenuta da alcuni critici ottocenteschi. Infatti, come messo in evidenza da Stanlis, nella filosofia politica di Burke, riguardo all'universo e alla vita sociale del genere umano, è costantemente riscontrabile il rimando a un ordine morale superiore alla volontà o alla ragione degli uomini. Il pensatore anglo-irlandese era saldamente ancorato alla visione cristiana di Dio, dell'uomo e della natura in un tempo in cui la filosofia empirista e razionalista inglese, seguendo Thomas Hobbes e John Locke, faceva dipendere la conoscenza e i valori dalla percezione sensoriale. Tale visione rivoluzionaria dell'uomo si precisò ulteriormente con il sorgere, ad opera degli enciclopedisti e di Rousseau, della "sensibilità". Burke, nel corso della sua vita e della sua esperienza politica ed intellettuale, si era costantemente richiamato ad un ordine provvidenziale del mondo, ad una realtà comprendente sia lo spirito che la materia, nonché all'esperienza plurisecolare della storia, e non al sensismo e alle sole passioni contingenti.. In tal modo emerge la netta opposizione del pensiero di Edmund Burke alle dottrine utilitaristiche, nate dal materialismo etico di Helvétius, e proseguite con Bentham e Mill.
Questo accurato studio di Stanlis ha contribuito a chiarire varie parti del pensiero e dell'opera del pensatore anglo-irlandese, poco chiare e a volte travisate da critici e detrattori nel corso del XIX secolo, come John Morley, Leslie Stephen e Henry Buckle - che videro in Burke essenzialmente un esponente del liberalismo "utilitario" - dando un nuovo impulso agli studi burkeani.

### Edizioni
- (EN) Edmund Burke, Reflections on the Revolution in France, Londra, J. Dodsley, 1790.
- (EN)  Edmund Burke, An Appeal from the New to the Old Whigs. Londra, 1791.
- Edmund Burke, Riflessioni sulla Rivoluzione in Francia. Colonia, 1791.
- Edmund Burke, Scritti politici (a cura di Anna Martelloni). UTET, Torino, 1963. ISBN non esistente
- Edmund Burke, Riflessioni sulla Rivoluzione in Francia. Trad. it. a cura di M. Respinti. Ideazione, Roma, 1998. ISBN 88-86812-37-X.
- (EN) Edmund Burke, Reflections on the Revolution in France, a cura di L. G. Mitchell, Oxford University Press, 1999, ISBN 978-0-19-283978-7.

### Fonti critiche
- (EN) Ian Adams, Ideology and Politics in Britain Today, Manchester University Press, 1998, ISBN 0-7190-5056-1.
- Giacomo Maria Arrigo, La filosofia morale di Edmund Burke. Culture, tradizioni, civiltà, Carocci, Roma 2023, ISBN  9788829018635.
- Jean-Jacques Chevallier, Le grandi opere del pensiero politico. Da Machiavelli ai nostri giorni, traduzione di D. Barbagli, Bologna, Il Mulino, 1998, ISBN 88-15-06756-6.
- (EN) Jonathan Charles D. Clark, Reflections on the Revolution in France. A Critical Edition, Stanford University Press, 2001, ISBN 0-8047-4205-7.
- Antonia Fraser, Maria Antonietta, traduzione di J. Peregalli e C. Pierrottet, Milano, Mondadori, 2001, ISBN 88-04-50677-6.
- William Godwin, L'eutanasia dello Stato.
- (EN) Russell Kirk, The Conservative Mind: from Burke to Eliot, Regnery, 1986, ISBN 0-89526-670-9.
- (EN) F. P. Lock, Edmund Burke. Volume II: 1784–1797, Clarendon Press, 2006.
- Luigi Mezzadri, La rivoluzione francese e la Chiesa, Roma, Città nuova, 2004, ISBN 88-311-0337-7.
- John G. A. Pocock, Edmund Burke storico della Rivoluzione, a cura di B. Bongiovanni e L. Guerci, Torino, Einaudi, 1989.
- (EN)  Peter J. Stanlis, Edmund Burke: The Enlightenment and the Modern World. University Detroit Press, 1967. ISBN non esistente